# Johan Bellemans
Johan Bellemans (Vilvoorde, 1964) is een Belgische arts en olympiër. Hij is de mede-"ontdekker" van de Antero-lateraal ligament in 2013.

## Biografie
Bellemans Behaalde zijn diploma als arts in 1989. 
Daarnaast nam hij in 1992 deel aan de Olympische Zomerspelen 1992 in de zeilrace 470-klasse. In 2008 werd hij arts van de Belgische olympische delegatie. In 2016 werd hij medisch directeur van het BOIC.
Hij verscheen in de reeks Topdokters in 2019. Daarnaast verscheen in 2022 het boek Sportblessures van hem.
- Bibsys: 7360
- International Standard Name Identifier: 0000 0003 5261 7494
- Nederlandse Thesaurus van Auteursnamen: 189681128
- ORCID: 0000-0001-9531-3277
- Système universitaire de documentation: 160122775